# Elephantorrhiza goetzei
Elephantorrhiza goetzei là một loài thực vật có hoa trong họ Đậu. Loài này được (Harms) Harms miêu tả khoa học đầu tiên.